# Aenictogiton schoutedeni
Aenictogiton schoutedeni é uma espécie de inseto do gênero Aenictogiton, pertencente à família Formicidae.